# Demminer Stadtbefestigung
Die Demminer Stadtbefestigung umschloss wahrscheinlich ab der Mitte des 13. Jahrhunderts die Stadt Demmin. Die im 15. Jahrhundert fertiggestellte Stadtbefestigung wurde nachweislich in der Mitte des 16. Jahrhunderts instand gesetzt. Während des Dreißigjährigen Krieges und der nachfolgenden Schwedenzeit wurde Demmin zur Festung ausgebaut. Kaum eine pommersche Stadt, von Stralsund abgesehen, wurde im 17. und 18. Jahrhundert so häufig und lange umkämpft wie die Festung Demmin. In der zweiten Hälfte des 18. Jahrhunderts wurden die Festungsanlagen auf Befehl Friedrichs des Großen geschleift.
Neben dem Luisentor und dem Pulverturm bestehen heute im Westteil der Stadt noch Reste der Stadtmauer. Im Süden und Norden der Altstadt sind noch Teile der befestigten Wallanlagen vorhanden, die aus Stabilitätsgründen nicht abgebaut werden konnten. Östlich des Stadtkerns befindet sich ein trockener Stadtgraben.

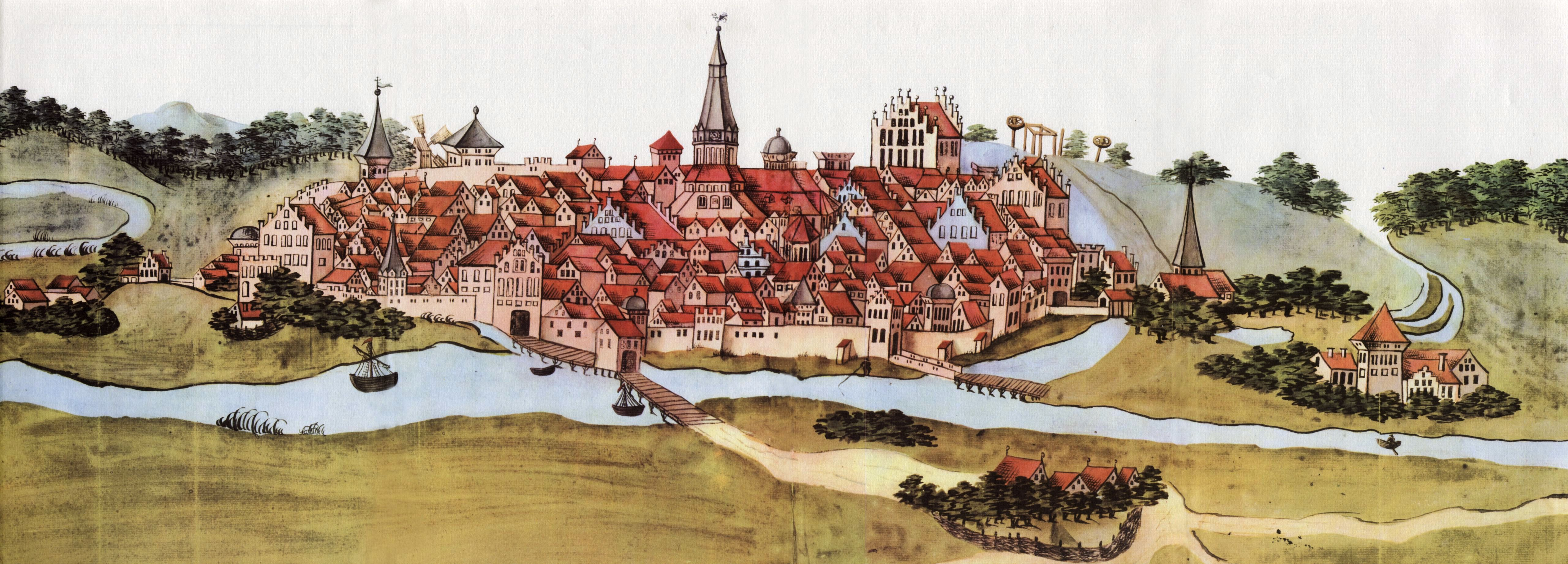
Demmin um 1611

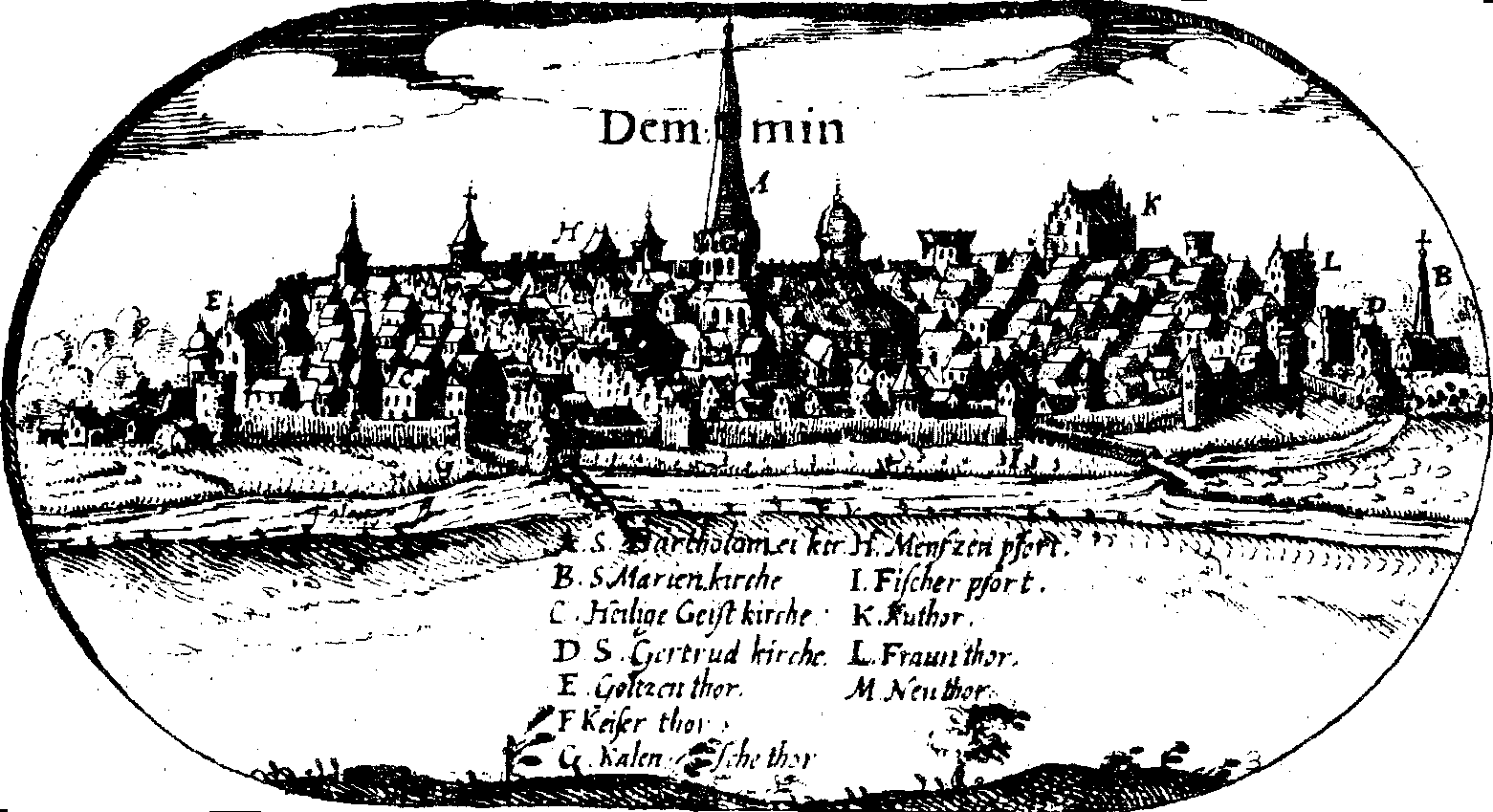
Ansicht Demmins um 1617 auf der Lubinschen Karte

## Geschichte

### 12. bis 16. Jahrhundert

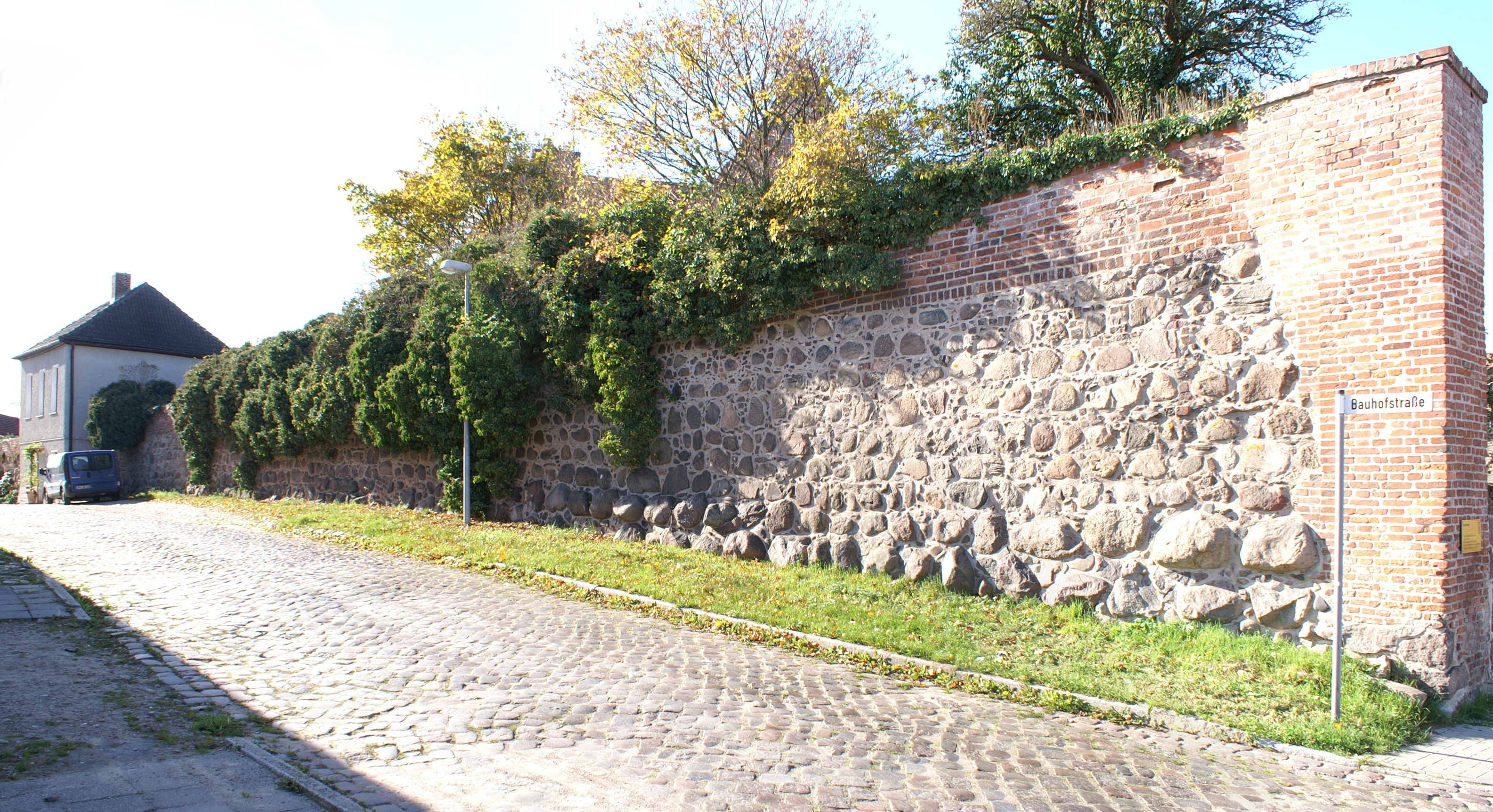
Stadtseite der Westmauer

Die strategisch günstige Lage Demmins am Zusammenfluss von Peene, Tollense und Trebel nutzten bereits die ersten pommerschen Herzöge im 12. Jahrhundert, die auf einer Insel im Sumpfland die Burg Haus Demmin errichten ließen.
Der im Schutz eines Festen Hauses der pommerschen Herzöge gewachsene Marktflecken wurde ab 1236 planmäßig ausgebaut und erhielt bis 1249 das Lübische Recht. Zu dieser Zeit wurde auch mit der Errichtung der Stadtmauer begonnen. Während das Kahldentor bereits 1284 genannt wurde, fand die eigentliche Mauer erst im Jahre 1340 urkundliche Erwähnung. Für die Verträge der Stadt Demmin mit Stralsund 1265 und anderen Städten 1283 war die Wehrfähigkeit der Stadt eine maßgebliche Voraussetzung für die Bündnisfähigkeit des Ortes. Im Jahr 1301 durfte die Stadt ihre außerhalb der Mauern gelegenen Mühlen befestigen.
Während des Ersten Rügischen Erbfolgekrieges kam es im Juli 1327 zur Belagerung Demmins durch mecklenburgische Truppen. Die Beschießung mit Brandpfeilen richtete nur geringe Schäden an.
Nach der Einführung der Reformation in Pommern 1534, der damit einhergehenden Säkularisation der pommerschen Klöster und des Beitritts zum Schmalkaldischen Bund drohte auch Pommern in der Mitte des 16. Jahrhunderts eine Strafaktion der kaiserlichen Truppen. Deshalb wurde 1546 und 1547 die Demminer Stadtbefestigung unter Aufsicht von herzoglichen Beamten grundlegend ausgebessert. Außerdem wurde ein zusätzlicher Wall hinter den Gräben angelegt. Der Wallmeister erhielt 1546 ein Jahresgehalt von 222 Mark 6 Schilling, den Unterhalt für seinen Knecht darin eingeschlossen.

### 17. Jahrhundert

Karte Demmins aus dem Jahr 1658 mit den Befestigungsanlagen

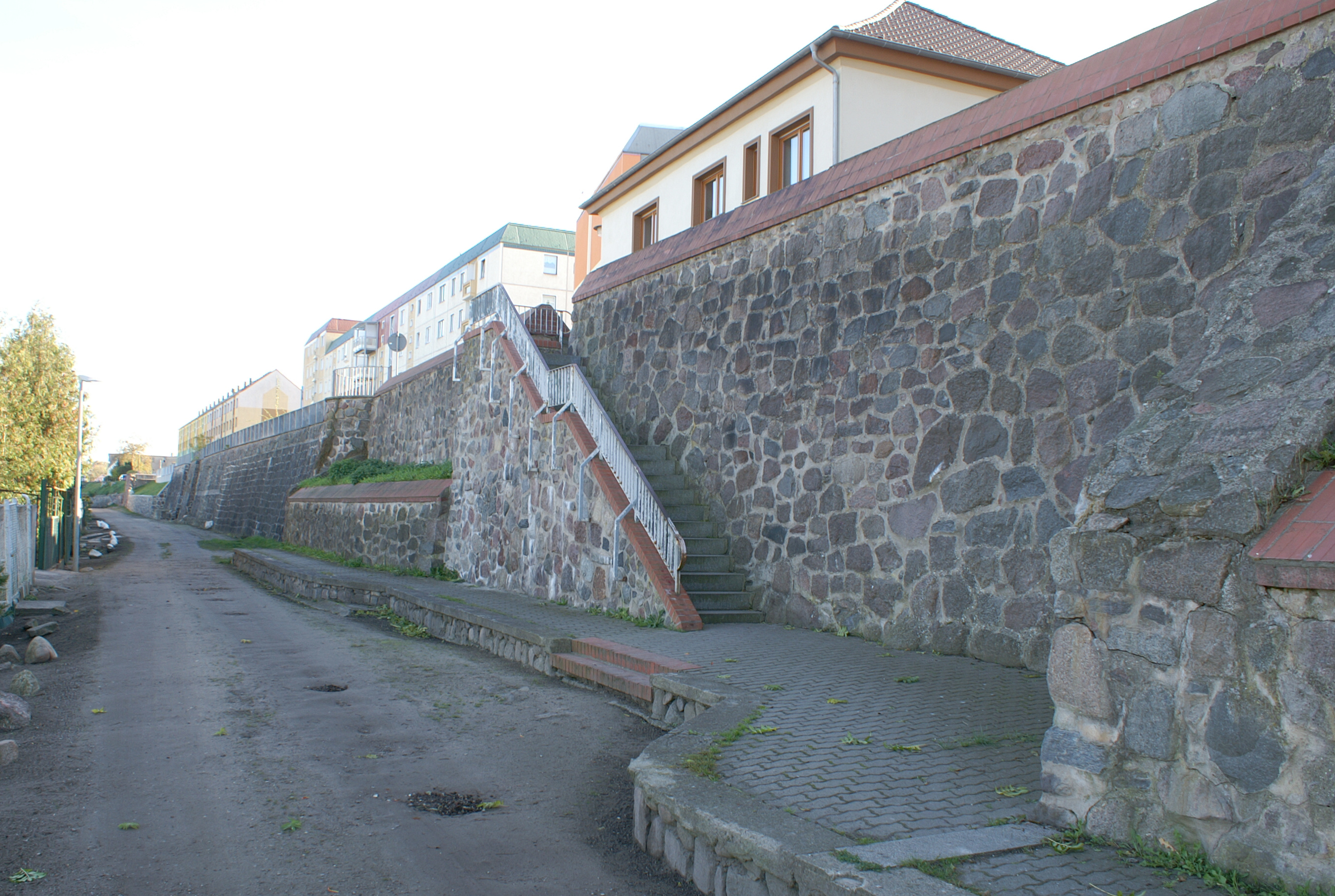
Feldseite der Nordmauer

Während des Dreißigjährigen Krieges wurde Demmin im November 1627 bald nach der Kapitulation von Franzburg kampflos von kaiserlichen Truppen unter Führung Federigo Savellis besetzt. Savelli ließ 1630 die vor dem östlichen Stadtgraben gelegene Marienkirche abreißen, um anrückenden Feinden dort keine Deckung zu bieten. Im Februar 1631 verschanzten sich schwedische Truppen Königs Gustav II. Adolfs im Nordosten und Osten der Stadt, während diese gleichzeitig mit Kanonen beschossen wurde. Nachdem die Schweden unter Oberst Dodo von Knyphausen Haus Demmin erobert hatten und die schwedische Artillerie eine Bresche in die Stadtmauer geschossen hatte, kapitulierte Savelli und erhielt mit 1000 Mann freien Abzug. König Gustav II. Adolf befahl die Stadtbefestigung auszubauen, was in den nächsten Jahren geschah.
Im August 1637 wurde Demmin von kaiserlichen Truppen belagert. Zuerst verschanzte sich eine 300 Mann starke Abteilung auf dem Damm zwischen Haus Demmin und dem Ort Vorwerk. Sie wurde von den Schweden unter dem Reichszeugmeister Lennart Torstensson unter Beschuss genommen und schließlich gestürmt. Im November 1637 kam es zur zweiten Belagerung und diesmal Einschließung Demmins durch die Kaiserlichen sowie durch Truppen aus Sachsen und Brandenburg. Dabei wurde die Nordmauer bis zum Kuhtor mit 26 schweren Geschützen aus drei Batterien beschossen und stark beschädigt. Die 600 Mann starke schwedische Besatzung ergab sich.

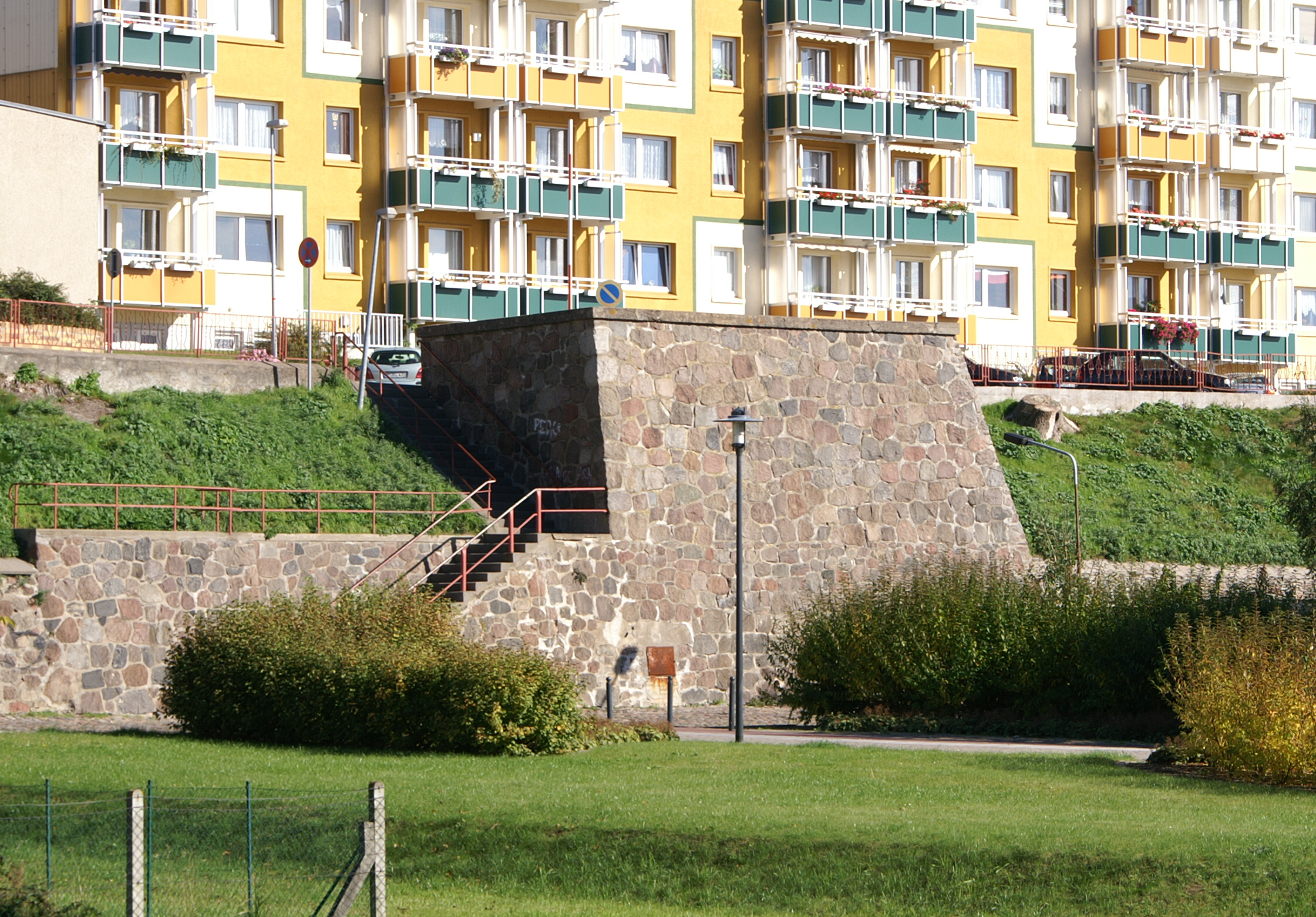
Unterbau eines Turmes der südlichen Mauer am Kahldenwallweg

In den Jahren 1638 und 1639 wurden die in Demmin stationierten kaiserlichen Truppen von den Schweden in der Stadt eingeschlossen. Die Stärke der Belagerer unter Axel Lillie reichte jedoch nicht aus, um die Befestigungen zu überwinden. Erst nachdem die Schweden falsche Informationen über eine angeblich abgefangene Verstärkung und Nachschublieferung verbreiten ließen, kapitulierten die Belagerten. Nach dem Abzug der Kaiserlichen bauten die Schweden Demmin von 1641 bis 1659 zu einer zeitgemäßen Festung aus. Die Arbeiten leitete der in Demmin ansässige Oberst Conrad Mardefelt. Allein 1645, in diesem Jahr galt die Festung als fertiggestellt, beliefen sich die Ausgaben aus königlichen Mitteln auf ungefähr 10.000 Taler.

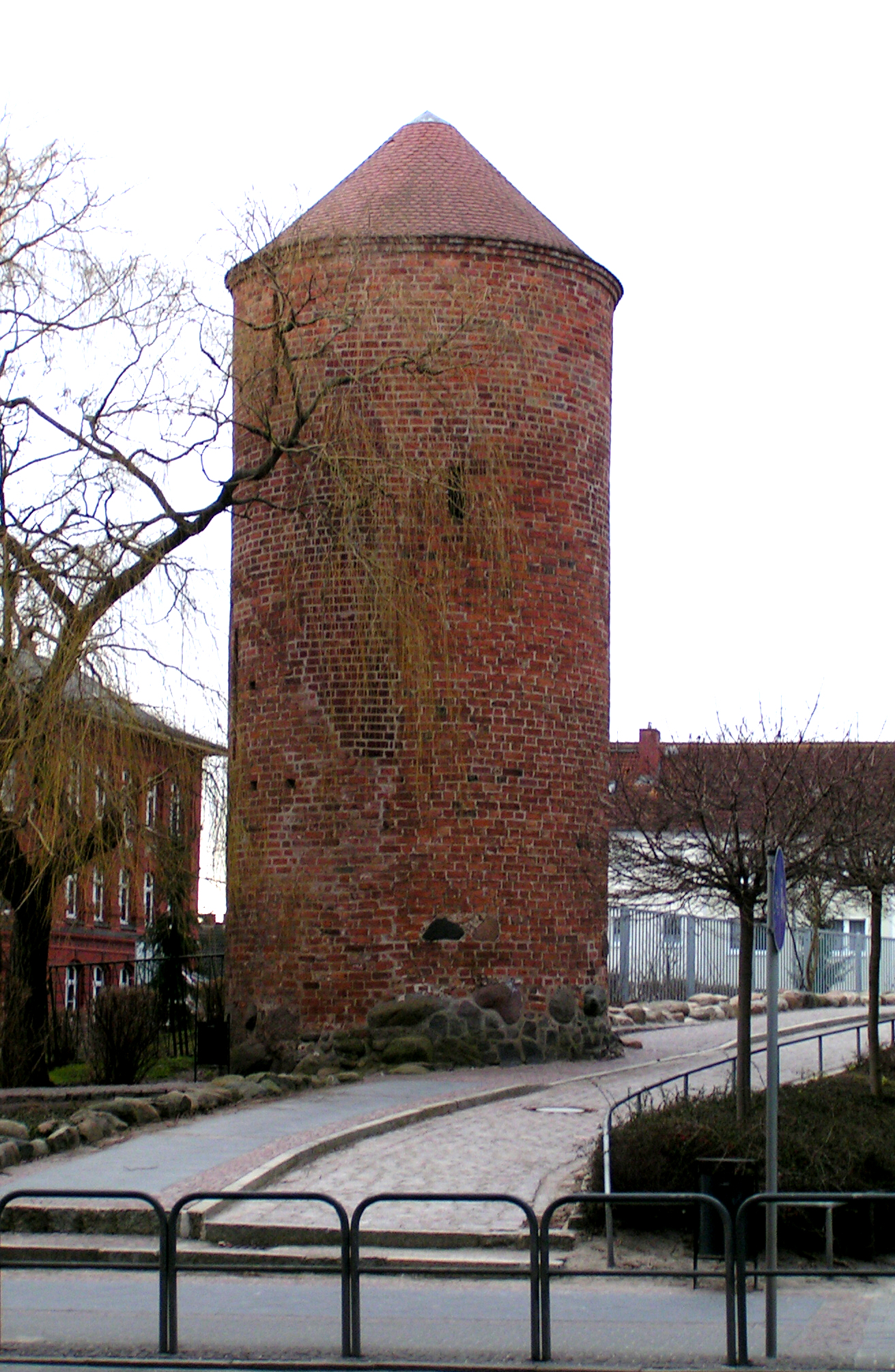
Der Pulverturm ist der einzige erhaltene Turm der Wehranlage

Erst während des Zweiten Nordischen Krieges wurden 1656 und 1657 weitere Arbeiten an der Armierung der Schutzwerke durchgeführt, Schäden an der Stadtmauer repariert und die Bewaffnung verstärkt. Da es in den Demminer Forsten mittlerweile an geeignetem Holz mangelte, holten die Schweden unter anderem 2000 Fichtenstämme aus der Ueckermünder Heide zum Palisadenbau. 1659 belagerten Truppen unter Führung des brandenburgischen Feldmarschalls Otto Christoph von Sparr Demmin. Die Belagerer errichteten rund um die Stadt mehrere Redouten, aus denen die Stadt unter Feuer genommen wurde. Die äußeren Wallanlagen der Stadt wurden von ihnen durch zwei Minengänge untergraben und die darüber liegenden Ravelins durch Sprengungen zum Einsturz gebracht. Es gelang den Angreifern die Außenwerke einzunehmen. Nach 28 Tagen Belagerung kapitulierte die schwedische Besatzung und zog nach Stralsund ab. Nach Ende des Krieges mussten die brandenburgischen Truppen sich jedoch vertragsgemäß aus Schwedisch-Pommern zurückziehen.
Während des Schwedisch-Brandenburgischen Krieges wurden 1675 die 1659 stark beschädigten Festungsanlagen unter der Leitung des Feldmarschalls Conrad Mardefelt und des Oberst von Blixen wieder aufgebaut. Ab September 1676 wurde Demmin von brandenburgischen Truppen unter dem Feldzeugmeister Herzog August von Holstein eingeschlossen. Durch den Beschuss von Haus Demmin und einer weiteren Stellung aus wurde die Stadt in Brand gesetzt. Das zwei Tage andauernde Feuer vernichtete fast alle Gebäude einschließlich der Stadtkirche St. Bartholomaei. Anfang Oktober erhielten die Belagerer Verstärkung und griffen nach weiterem schweren Beschuss das Ravelin vor dem Kuhtor an. Die zurückweichenden Schweden sprengten die unter dem Ravelin vorbereiteten Minengänge, wobei 300 Angreifer ums Leben kamen. Fünf Tage später kapitulierten die Schweden und durften nach Stralsund abziehen. Nach dem Frieden von Saint-Germain mussten die Brandenburger jedoch Vorpommern erneut räumen.

### 18. Jahrhundert

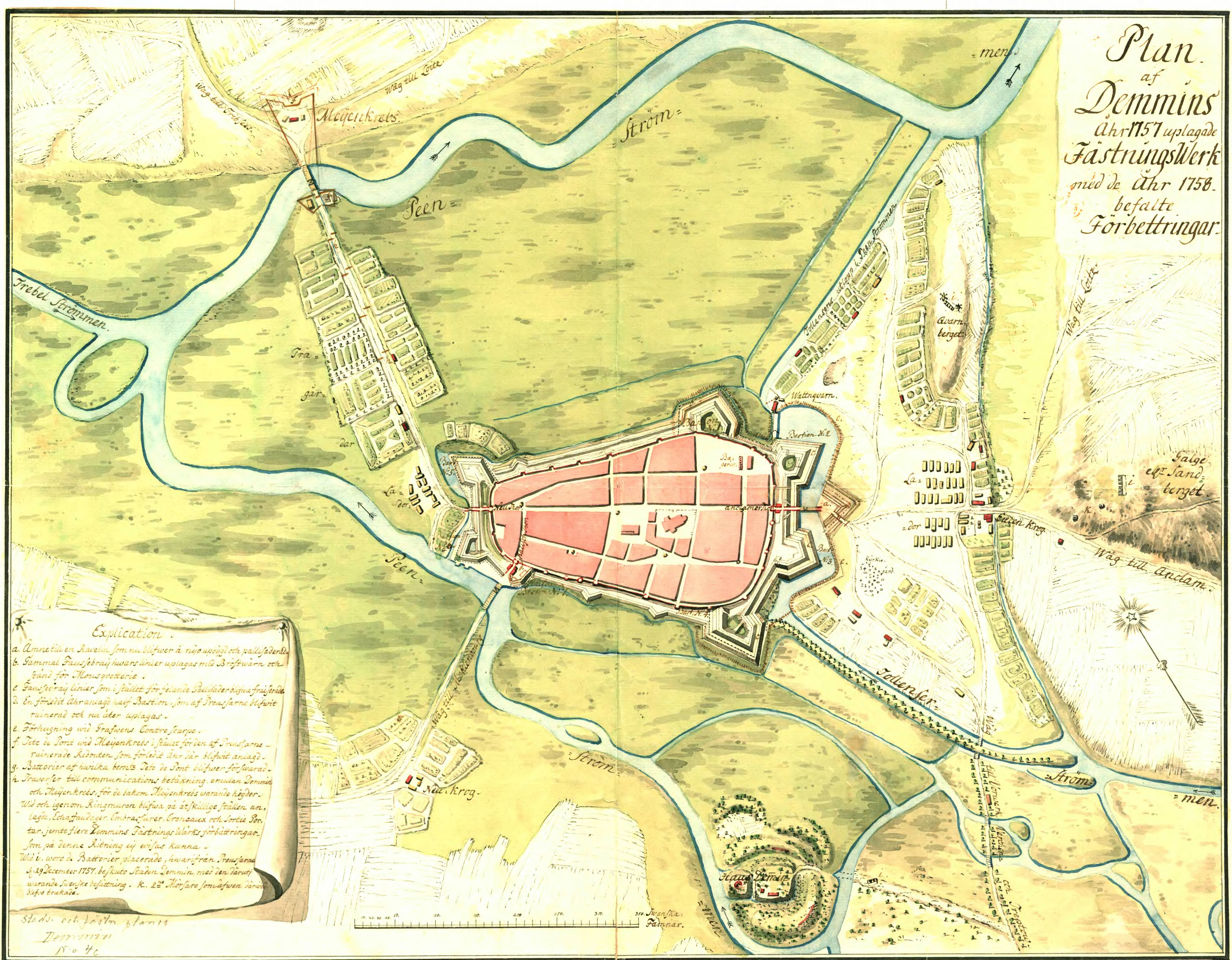
Stadtplan von Demmin aus dem Jahr 1758

Anfang des 18. Jahrhunderts war die Demminer Stadtbefestigung durch die Belagerung während des Schwedisch-Brandenburgischen Krieges nicht verteidigungsfähig. Aus Geldmangel hatten die Schweden bisher eine Instandsetzung der Anlagen unterlassen. 1708 wurde die Befestigung inspiziert. Einige Tore ließen sich nicht mehr schließen. Die Stadtmauer war auf mehr als 8 Meter Länge eingestürzt. Die schwedische Regierung beauftragte den Magistrat mit dem Wiederaufbau. Da bis 1711 nichts geschah, verzichteten die Schweden auf eine erneute Verteidigung Demmins während des Großen Nordischen Krieges. Sie transportierten Anfang August 1711 alles brauchbare Kriegsmaterial ab und ließen 9 Brücken in der Demminer Umgebung zerstören.
Wenige Tage später kam sächsische Kavallerie nach Demmin, setzte die Festung notdürftig instand und blieb bis September 1712 in der Stadt und der Umgebung. Im Winter 1712–1713 machten russische Truppen in Demmin Quartier und hielten sich bis zum Sommer 1713 dort auf. Im Vertrag von Schwedt erhielt König Friedrich Wilhelm I. Vorpommern südlich der Peene zur Sequestration. Die preußische Verwaltung ließ die Festungswerke und -wälle Demmins wieder ausbauen. Ab 1720 gehörte Demmin mit Altvorpommern zu Preußen.

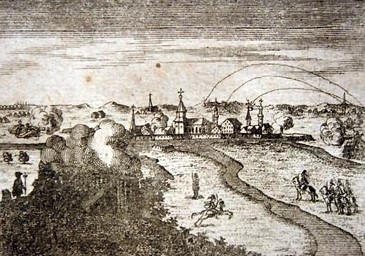
Letzte Belagerung Demmins im Januar 1759 (Kupferstich)

Erst während des Siebenjährigen Krieges kam es wieder zu Kampfhandlungen in Demmin. In Abwesenheit des Militärs der Demminer Garnison drangen schwedische Truppen am 15. September 1757 unter einem Vorwand durch das Holstentor in die Stadt ein und entwaffneten die Bürgerwehr. Unter Führung des Generalleutnants Hans Henrik von Liewen (dem Jüngeren) begannen die Schweden erneut mit dem Ausbau der Festung. Sie stellten die Ravelins vor dem Kuhtor sowie zwei Bastionen am Kahldentor wieder her. Nordöstlich der Stadt bauten sie eine Halbmondschanze (Demilune). Im Dezember wurde Demmin nach schwerem Beschuss wieder von den Preußen besetzt. Das Königlich Preußische Kriegskommissariat wurde zeitweise nach Demmin verlegt. Zwischen 1757 und 1763 wurde Demmin achtmal von den Schweden besetzt und ebenso oft von den Preußen zurückerobert. Zum letzten Mal wurde die Festung Demmin vom 12. bis zum 18. Januar 1759 von den Preußen belagert. Die Schweden in der Stadt hatten von ihrem Kommandeur von Lantinghausen den Befehl erhalten, bis zum letzten Mann zu kämpfen. Am 15. Januar wurde Demmin von 5, am nächsten Tag von 6 Batterien mit bis zu 100 Pfund schweren Granaten unter Beschuss genommen. Die schwedischen Bastionen, die das Feuer erwiderten, wurden bald außer Gefecht gesetzt. Der Versuch der preußischen Artillerie, eine Bresche in die Mauern zu schießen, misslang jedoch. Nachdem die Preußen die Meyenkrebsbrücke erobert hatten und die Schweden unter dem Oberst von Lilienberg einen Sturmangriff befürchten mussten, kapitulierten sie am 18. Januar.
Am 11. Februar 1759 befahl König Friedrich II. die Entfestung Demmins. Stadtmauern und Toren durften stehenbleiben, während die Wälle geschleift und als Gärten an die Demminer Bürger verteilt werden sollten. Der Stadt fehlte es jedoch zunächst an den dafür benötigten Arbeitskräften und vor allem fachkundigen Leuten für den Rückbau der Anlagen. Die preußische Regierung machte Druck auf den Fortschritt der Arbeiten und ließ diese durch den Generalleutnant von Manteuffel überwachen.
Im August besetzten nochmals schwedische Truppen die Stadt. Unter einem Major von Wrangel ließen sie östlich des Kuhtors wieder Mauern errichten und mitten in der Straße einen Wall aufwerfen, zogen dann aber am 2. November wieder ab.
Erst nach dem Friedensschluss wurden die Stadtwälle niedergelegt und als Wallgärten an die 219 Demminer Bürger übergeben. Diese mussten die Parzellen aber noch einebnen sowie von Schutt und Geröll befreien, wobei die dabei gefundenen Mauersteine der Stadt zu übergeben waren.

## Stadtmauer und Stadttore

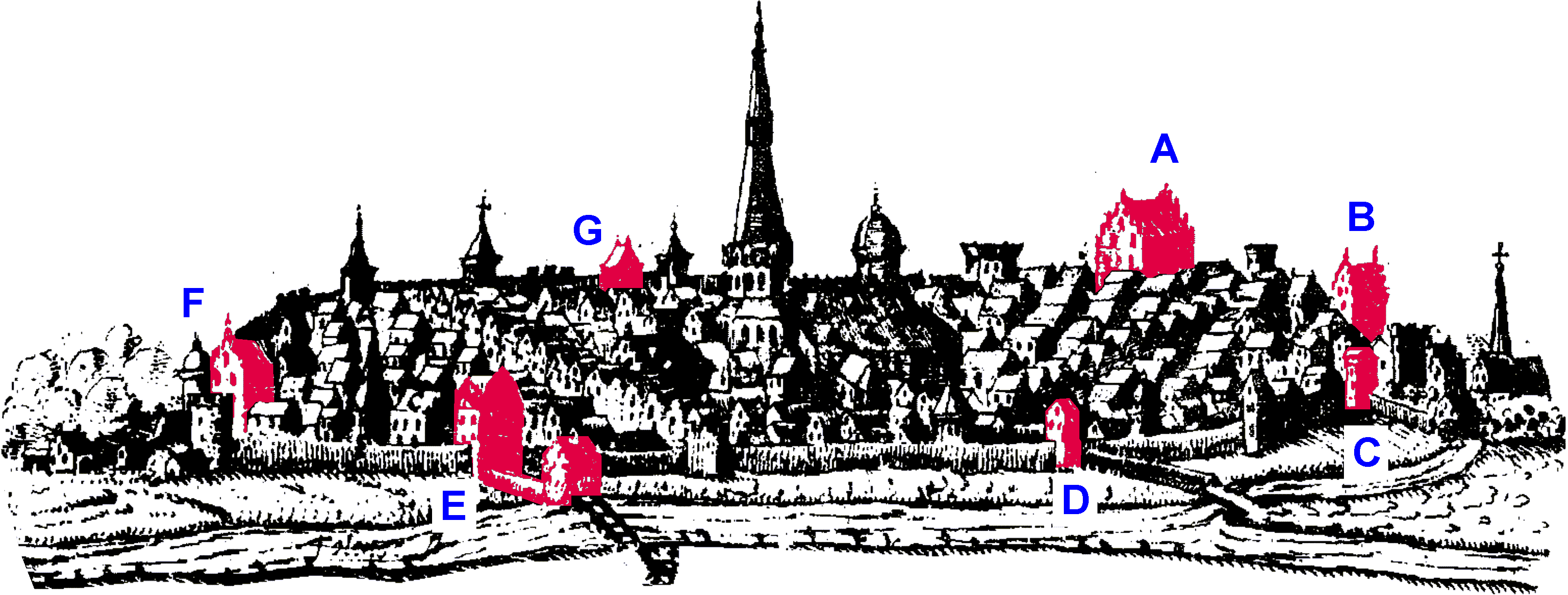
Lage der Stadttore: A: Kuhtor, B: Frauentor, C: Schlosstor, D: Fischerpforte, E: Kahldentor, F: Holstentor, G: Mentzerpforte

Die in der zweiten Hälfte des 18. Jahrhunderts erhaltenen Mauern hatten, nach dem Demminer Pfarrer und Verfasser einer Stadtchronik Wilhelm Karl Stolle, auf der Feldseite eine Höhe von etwa 24 bis 26 Rheinischen Fuß (etwa 8 Meter). Noch 1731 wurde sie auf der Stadtseite auf eine einheitliche Höhe von 18 Fuß (etwa 6 Meter) gebracht. In der Mauer befanden sich Türme, die diese weit überragten. 1659 waren es 10 mit rundem Grundriss (Rondelle) und 17 mit rechteckigem. An der Ostseite, die am häufigsten den Angriffen ausgesetzt war, befanden sich die meisten Türme.
Demmin hatte neben den vier Haupttoren Kuhtor, Frauentor, Kahldentor und Holstentor, vier weitere Tore und Pforten.

### Kuhtor / Luisentor

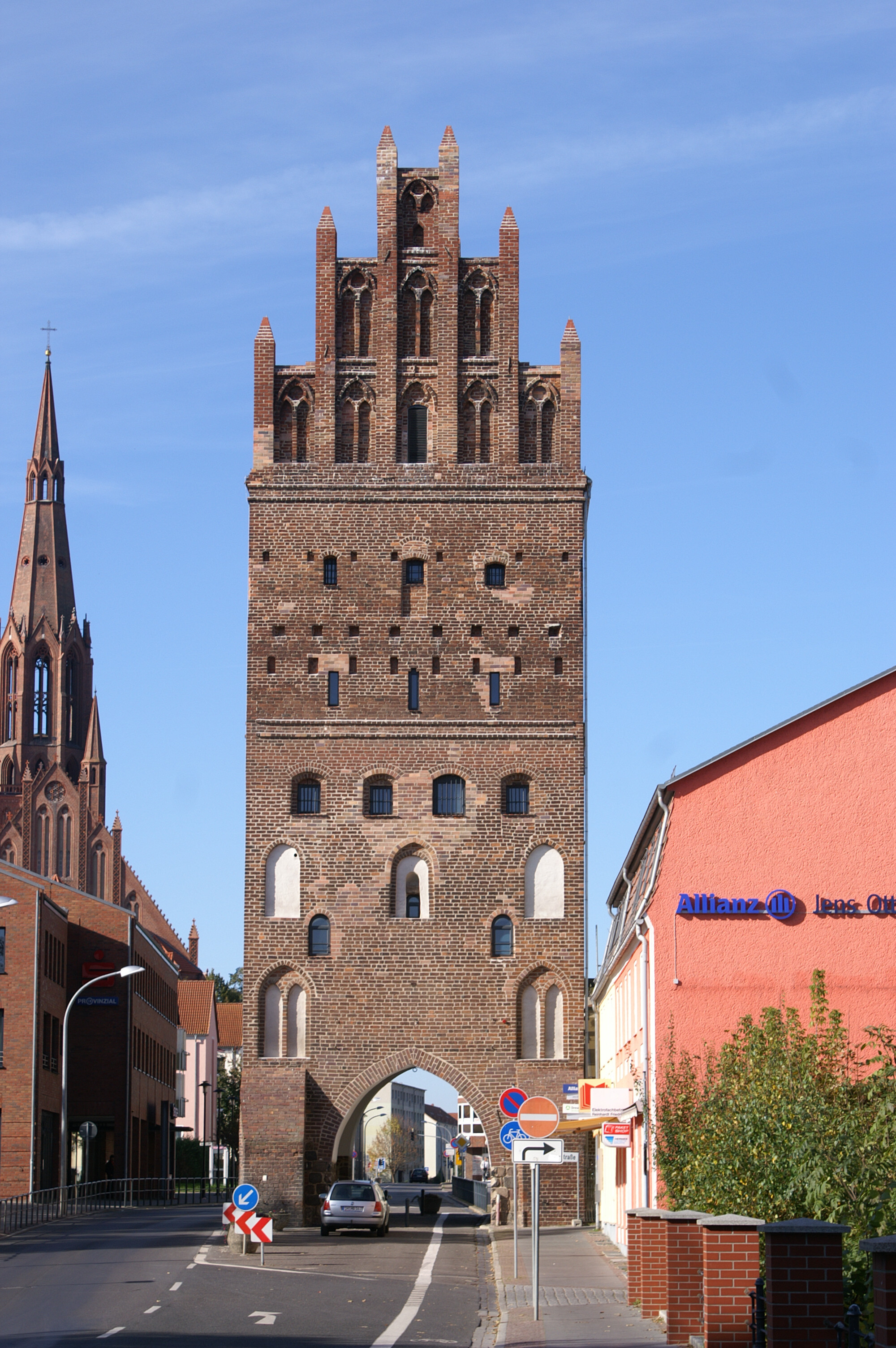
Feldseite des Luisentors

Das Luisentor ist das einzige erhaltene Stadttor Demmins. Es befindet sich am Ende der Luisenstraße. Im Erdgeschoss wurden Feldsteine verbaut, die beiden oberen Geschosse und die Staffelgiebel bestehen aus Backstein.
Nach der Entfestung der Stadt diente es von 1763 bis 1895 als Gefängnis. Das Kuhtor wurde von Stadt zu Ehren von Luise von Anhalt-Bernburg, der Gemahlin des Prinzen Friedrich Wilhelm Ludwig von Preußen, die in der Demminer Kuhstraße auf der Reise nach Putbus übernachtete, nach ihrer Abreise im Juli 1821 in Luisentor umbenannt. Ebenso heißt die Kuhstraße seitdem Luisenstraße.
Von 1952 bis 2002 diente das Luisentor als Jugendherberge.

### Frauentor
Das Frauentor lag an der Frauenstraße, die zur vor der Stadt gelegenen Marienkirche führte. Es wurde während der Zeit des Festungsbaus zugemauert (geblendet). Der Torturm wurde entweder 1631 durch die Kaiserlichen Truppen oder 1659 (1676?) durch brandenburgische Truppen zerstört. Als blindes Tor war das Frauentor bis zum Jahr 1848 vorhanden.

### Schlosstor
Dieses Tor befand sich auf der Südseite der Stadtmauer gegenüber dem Haus Demmin. Die Bezeichnung Schlosstor soll sich auf das Feste Haus der Herzöge von Pommern-Demmin beziehen, das aber im 16. Jahrhundert nicht mehr bestand. Vom Schlosstor führte eine Brücke über die Wallanlage, von wo man weiter bis zum Haus Demmin gelangen konnte.
In der Stadtansicht von Merian 1652, auf welcher das Tor offen und mit einem Spitzhelm versehen ist, wurde es als Nietor (neues Tor) bezeichnet. Daher rührte wahrscheinlich die Bezeichnung als porta nona (neuntes Tor) die sich im Stadtplan von 1659 findet. Zu dieser Zeit war das Tor zugemauert und ohne Turmhelm.
Der ehemalige Ort des Festen Hauses wurde in den Rechnungen der Demminer Stadtkämmerei als Schlosskamp, an der Mauer und vor der Mauer angegeben.

### Fischerpforte
Dieses Tor befand sich an der Verlängerung der heutigen Fischerstraße. Es wurden in alten städtischen Aufzeichnungen als Visker Porten bezeichnet. Dieses Tor war 1652 noch geöffnet, aber bereits 1659 zugemauert. Es bot wahrscheinlich nur Fußgängern Durchlass, die von hier mittels einer Brücke über den Stadtgraben nach Blumenburg und zum Kahldentor gelangen konnten.

### Kahldentor

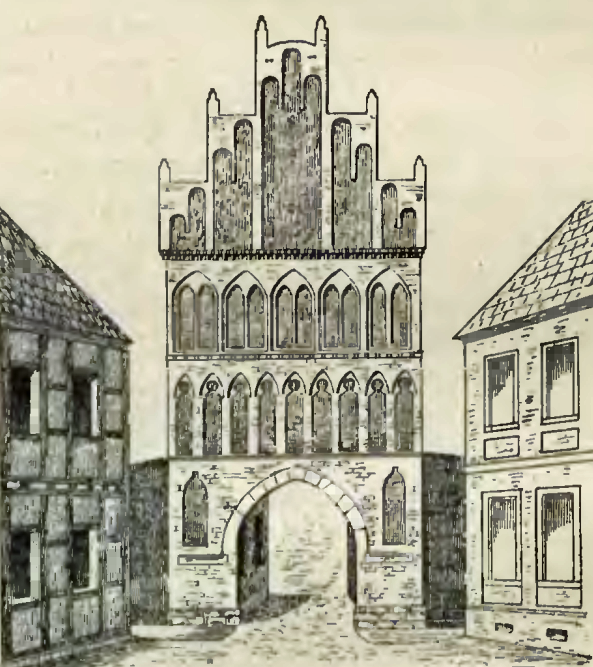
Kahldentor (Stadtseite)

Das Kahldentor wurde in den ältesten Aufzeichnungen (1284) Calandisches Tor genannt. Der Name bezog sich auf die in Demmin ansässige Familie von Caland, die sich teilweise auch Kahlden schrieb. Das Kahldentor ist auf der Lubinschen Karte als Doppeltor dargestellt. Die über die Peene führende Kahldenbrücke verband die Stadt Demmin mit der wichtigen Handelsstraße nach Magdeburg. Während in der Stadt das Lübische Recht galt, wurde in den Ländereien von dem Kahldentor das Schweriner Recht angewandt.
Während der schwedischen Besatzungszeit blieb das Tor zwar offen, der Zugang von außen wurde jedoch durch eine Schanze versperrt, so dass ab 1652 die Kahldenbrücke nur über das Holstentor zu erreichen war. Erst bei der Entfestung der Stadt unter der preußischen Regierung in der zweiten Hälfte des 17. Jahrhunderts wurde es wieder passierbar gemacht. 1824 wurde das Kahldentor abgerissen. Der Abbruch hatte einen Umfang von 111 Fuhren Feldsteine und es wurden etwa 60.000 Mauersteine daraus verkauft.

### Holstentor
Das Holstentor befand sich am nordwestlichen Rand der Stadtmauer. Von ihm aus gelangte man über einen Damm zur Meyenkrebsbrücke, von wo die Handelswege nach Stralsund, Greifswald und Wolgast zu erreichen waren. Um 1652 hatte das Holstentor noch einen spitzen gotischen Turm. In der zweiten Hälfte des 17. Jahrhunderts wurde es zugemauert. Stattdessen erfolgte nördlich davon ein Mauerdurchbruch, der als Neues Tor bezeichnet wurde. 1728 ließ König Friedrich Wilhelm I. von Preußen das Holstentor wieder öffnen und mit einem Querdach bedecken. In der Form eines Hauses mit Durchbruch bestand das Holstentor bis zu seinem Abbruch 1862.

### Mentzerpforte
Die Mentzerpforte, im Pfandbuch der Stadt Demmin 1524 als Mentzerporten bezeichnet, befand sich in der Nordmauer ungefähr gegenüber dem in der Südmauer gelegenen Fischertor. Durch die Pforte führte ein Fußweg zum Richtgraben und zur Bürgerwiese. Im Jahr 1567 wurde durch dieses Tor die erste Wasserleitung Demmins gelegt.

### Christinentor
Das Christinentor wurde im Stadtplan Merians verzeichnet, wurde aber in den Pfandbüchern Demmins nie erwähnt. Möglicherweise gingen von ihm die Fahrwege zum Richtgraben und zum Nonnenberg aus. In der Festungszeit war es wahrscheinlich zugemauert, da es durch vorgelagerte Schanzen nicht passierbar sein konnte.

## Wallanlagen und Gräben
Der Mitte des 16. Jahrhunderts angelegte Erdwall war während des Dreißigjährigen Krieges nicht mehr verteidigungsfähig. Bei der Befestigung der Stadt durch die Schweden ab 1631 wurden deshalb die Wallanlagen nach dem damaligen Stand der Festungsbaukunst erneuert.
Um die Stadtmauern herum wurde ein Wallweg angelegt, dem nach außen der Hauptwall folgte. In diesen wurden 6 Bastionen und einige kleinere Unterbastionen eingebaut. Auf den Hauptwall folgte der Unterwall, der mit einer Erdaufschüttung als Brustwehr Deckung bot. Um den Unterwall herum, der Form der Wälle und Bastionen folgend, befand sich der Festungsgraben. Dieser wurde mit Wasser aus Tollense und Peene gespeist. Außerhalb des Grabens lag ein Kontereskarpe.
Außenwerke zur Verteidigung des Walles befanden sich im Westen und Osten der Stadt. Im Norden und Süden waren sie wegen des sumpfigen Geländes nicht erforderlich. Die Außenwerke wurde als Ravelins vor dem Kuhwall, vor dem Kahldenwall zwischen Kahldentor und Fischerpforte sowie vor dem Holstentor angelegt. Außerdem gab es Palisaden. Noch 1757 legten die Schweden vor dem nordöstlichen Wall eine Halbmondschanze (Demi-lune) an.

## Äußere Verteidigungsanlagen
Im Umfeld der Vororte Demmins gab es bis zum Dreißigjährigen Krieg mehrere befestigte Gebäude, die in den Stadtbüchern als Burgen bezeichnet wurden. Zu deren Aufgaben gehörten die Überwachung der Handelsstraßen und die Erhebung von Zöllen. Solche Anlagen befanden sich in den Demminer Vorwerken Stuterhof und Meyenkrebs, an einem äußeren Graben östlich des Kuhtors sowie jeweils etwa 5 Kilometer von der Stadt entfernt bei Quitzerow und Siedenbrünzow. Die beiden letzten lagen nahe dem Pensiner Graben, einer feuchten Niederung, die ein natürliches Hindernis bildete.
Südlich der Peene, im Gebiet des heutigen Ortsteils Stuterhof, befand sich Anfang des 14. Jahrhunderts die Bullenburg. Diese wurde 1322 in einer Urkunde des Herzogs Wartislaw IV. erwähnt, als sie in einem Konflikt mit den Mecklenburgern von den Demminern gehalten werden konnte. Bereits 1329 wurde sie letztmals erwähnt, als Barnim IV. dort eine Urkunde unterzeichnete.